# Еван Стюарт
Еван Ендрю Стюарт (англ. Ewan Stewart; нар. 8 серпня 1957, Глазго, Шотландія, Велика Британія) — шотландський актор.

## Біографія
Еван Стюарт народився в Глазго. Він син шотландського співака фолк-музики Енді Стюарта, який помер у 1993 році. Мати — Шейла досі жива і мешкає у місті Арброт, Шотландія. Еван отримав освіту в Единбурзькій Chifton Hall School і Merchiston Castle School. Він навчався з 1966 по 1974 роки. Еван залишив Шотландію і переїхав у Лондон в 1975 році і почав грати в театрі найчастіше в драмах.
Еван Стюарт вперше з'явився на телебаченні в рекламі шотландських сірників Bluebell. Його перша значна поява на телеекранах була у 1979 році в фільмі На західному фронті без змін (All Quiet on the Western Front), з Річардом Томасом і Ернестом Богнайном.
У 1993,коли у віці 59 років, після десяти складних операцій на шлункові, помер Енді — батько Евана, син у пам'ять сказав :«Я завжди дуже сильно любив мого батька, і досі люблю. Коли ти старієш, ти бачиш більше речей про твоїх батьків із іншої точки зору. Батько любив виступи на сцені, але і також любив його сім'ю.» Варто нагадати що Енді Стюарт був відомим шотландським співаком.
Стюарта, мабуть, найбільше знають за його епізодичну роль у фільмі Титанік (1997), режисера Джеймса Камерона, де він зіграв першого офіцера Вільяма Мердока. В 2005 Еван був одним із багатьох європейських акторів, що пробувались на роль Джеймса Бонда 007.
Також Еван Стюарт відомий за ролі у таких фільмах, як Кухар, злодій його дружина і її коханець (1978), Кафка (1991), Роб Рой (1995), Молодий Адам (2003), Вальгала: Сага про вікінга (2009).
Стюарт ще озвучив персонажа Свена у відео грі Heavenly Sword (2007).
Еван Стюарт одружений, живе у Лондоні із його дружиною, англійською акторкою Клер Біам-Шоу, і двома дітьми Томасом і Елеонорою.

## Найзначніші ролі у кіно

### На західному фронті без змін
У фільмі На західному фронті без змін (1979), режисера Делберта Манна, за романом Еріха Марії Ремарка, Еван зіграв молодого звичайного німецького солдата Детерінга. У фільмі з перших же хвилин Стюарт з'являється в епізоді, де і розповідається, що Детерінг, селянин, землероб, який найбільше за все на світі любить свою дружину, клаптик власної землі і коней. Саме із конями пов'язаний найяскравіший епізод із Еваном у цьому фільмі, коли під час чергового бомбардування Детерінг бачить поранених коней, він намагається пристрелити їх, щоб ті не мучились, але після заборони командира він залишає цю ідею і зі сльозами на очах говорить, що не чесно брати коней на війну, адже вони ні в чому не винні. У кінці фільму говориться, що Детерінг дезертував, та його спіймали і розстріляли. Але головний герой, як і сам автор романуЕріх Ремарк, виправдовує його вчинок, так як розуміє, що чоловік пішов додому збирати урожай. Це була перша велика поява Евана Стюарта на телеекранах.

### Кухар, злодій його дружина і її коханець
Ще одна значна поява Евана Стюарта відбулась у 1988 році у фільмі режисера Пітера Гріневея «Кухар,злодій його дружина і її коханець». Він зіграв у цій картині Гаріса — одного із помічників головного злодія міста, але з часом, негативний персонаж переходив на добру сторону. Перші прояви такого метаморфозу відбулись, коли головний бандит знущався із дитини, в цьому епізоді Гаріс присівши закрив лице долонями, символізуючи розпач і співчуття, а уже після вбивства коханця він остаточно стає позитивним героєм. Будучи на добрій стороні він заступається за кухаря, після чого один із підлабузників злодія вимазує піджак Гаріса пирогом, демонструючи недоречність його «зради».

### Дурням щастить
У 1989 році Еван знявся у короткому епізоді у популярному Британському серіалі «Дурня щастить», хоча його поява у кадрі триває не довше, ніж п'ять хвилин, Еван все ж вважає цю роль найзначнішою у своїй кар'єрі. Еван зіграв молодого лікаря Роббі Медоуса, який обстежує головного героя телесеріалу, до того ж свого доброго друга, і називає його знавцем спецій, так як той скаржиться на біль у животі. Ось що сам актор сказав про це: «Багато людей впізнають мене із епізоду у серіалі „Дурням щастить“ більш ніж із будь-якої іншої ролі, це неймовірно. Я отримую листи від фанів весь час, і досі. Люди навіть цитують ті слова, що я говорив, хоча роль у мене була на пару хвилин. Я навіть не можу згадати про що була сцена і які слова я говорив. Я гордий бути частиною чогось такого видатного і яскравого.» 

### Титанік
Евана Стюарта, мабуть, найкраще знають саме за роль Вільяма Мердока, у фільмі 1997 року  Титанік режисера Джеймса Камерона. Перша поява актора у фільмі відбувається в 29:38 хвилин, коли він, тобто Вільяма Мердока стоїть на капітанському мостику поряд із капітаном  Едвардом Джоном Смітом, якого зіграв актор Бернард Гілл. Капітан дає команду «повний вперед» і пропоеує Вільяму, так би мовити, розправити крила кораблеві, після того, як чоловік схвально відповів на команду капітана, він заходить на капітанський мостик і виконує команду з допомогою шостого офіцера Джеймса Муді, якого зіграв актор Едвард Флетчер. Повернувшись назад до капітана Вільям сповіщає його про швидкість у 21 вузл. Наступна поява актора відбувається уже за декілька секунд до зіткнення корабля із айсбергом. Побачивши закохану пару Джека Доусона і Роуз Б'юкейтер, Вільям посміхається, а вже через декілька секунд дозорні на воронячому гнізді Фредерік Фліт і Реджинальд Лі, яких зіграли Скотт Дж. Андерсон і Мартін Іст відповідно, побачили айсберг. Вільям Мердок намагається обійти небезпеку, та безрезультатно. Відразу після зіткнення він закриває водонепроникні двері і звітується перед капітаном. Наступного разу Еван з'являється в епізоді коли Томас Ендрюс, якого зіграв канадський актор Віктор Гарбер, говорить екіпажу, що Титанік приречений. Приблизно на 56-й хвилині Вільям відповідає на запитання капітана  Едварда Сміта скільки пасажирів на борті судна. В цій сцені ми можемо побачити, окрім вище згаданих, і таких персонажів : Джозефа Ісмея (актор Джонатан Гайд), Генрі Уайльда (актор Марк Ліндсей Чепман). Еван декілька разів з'являється в сценах затоплення корабля. Особливо, коли він бере хабар у Каледона Гоклі (актор Біллі Зейн), дивиться на Джозефа Ісмея, коли той непомітно прокрався в рятувальну шлюпку і після того як розстрілює двох панікуючих чоловіків, накладає на себе руки, стрибнувши у воду. Остання поява Евана Стюарта відбувається і в останньому епізоді цього фільму, коли він (Вільям Мердок) стоїть поряд Томаса Ендрюса (актор Віктор Гарбер), уві сні старої Роуз поряд з усіма загиблими тої ночі й аплодисментами схвалює зустріч розлучених смертю закоханих.
Багато людей, істориків і самих свідків катастрофи вважають, що Вільям Мердок був несправедливо осуджений і змальований як негативний персонаж у фільмі (одним серед людей з такою думкою був Скот Мердок — племінник офіцера). Хоч Еван і співчував Скоту, він таки став на захист фільму і сказав: «Я розумію усі заперечення, але вважаю їх несправедливими. Багато людей казали, що Мердок був боягузом у фільмі. Я так не думаю. Я ніколи не відчував того, що Мердок був змальваний у поганому світлі. Джеймс Камерон постійно обговорював зі мною як Мердок врятував незліченну кількість життів»

### Молодий Адам
У 2003 році на розсуд телеглядачів виходить фільм режисера Девіда Маккензі під назвою Молодий Адам. Еван Стюарт, зіграв Даніеля Гордона, який спершу з'являється в фільмі лише на перших шпальтах газет як головний обвинувачуваний у убивстві молодої дівчини, котра була його коханкою. Перша поява актора на екрані вже відбувається в сценах суду над чоловіком, якого зрештою визнають винним і засуджують до смерті через повішення, хоча він клянеться у власній невинновності, йому так і не вірять, а головний герой, який і був справжньою причиною смерті дівчини, не зізнається, проте далі відвідує бари в пошуках нової «жертви».
У фільмі також варто відзначити присутність таких акторів, як: Юен Мак-Грегор — Джо Тейлор, Тільда Свінтон — Елла Голт, Пітер Маллан — Лес Голт, Емілі Мортімер — Кеті Дімлі…

### Останній шанс
У 2004 році Еван Стюарт став одним із головних акторів британського комедійного фільму «Останній шанс» (англ. One Last Chance), в якому він зіграв трішки схибленого батька головного героя історії. Фільм не мав великої популярності за межами Великої Британії.

## Роботи

### Кіно
| Рік  | Назва                                   | Оригінальна назва                         | Роль                                  |
| ---- | --------------------------------------- | ----------------------------------------- | ------------------------------------- |
| 1979 | Це літо                                 | That summer                               | Стю                                   |
| 1980 | Дощ на даху                             | Rain on the roof                          | Біллі                                 |
| 1982 | Спогад                                  | Remembrance                               | Шон                                   |
| 1982 | Хто сміє виграти                        | Who Dares Wins                            | Терорист (Кевін)                      |
| 1988 | Кухар,злодій його дружина і її коханець | The Cook, the Thief, His Wife & Her Lover | Гаріс                                 |
| 1991 | Кафка                                   | Kafka                                     | лікар у замку                         |
| 1995 | Роб Рой                                 | Rob Roy                                   | Кел                                   |
| 1997 | Титанік                                 | Titanic                                   | Перший офіцер Вільям МакМастер Мердок |
| 1999 | Не спростовувані докази                 | Big Brass Ring                            | Кінзел, охоронець                     |
| 2003 | Молодий Адам                            | Young Adam                                | Даніель Гордон, невинний засуджений   |
| 2004 | Останній шанс                           | One Last Chance                           | Батько головного героя                |
| 2004 | Брудна війна                            | Dirty War                                 | Заступник комісара Джон Івс           |
| 2009 | Вальгала : Сага про вікінга             | Valhalla Rising                           | Ейрік (Вождь хрестоносців)            |
| 2016 | Флоренс Фостер Дженкінс                 | Florence Foster Jenkins                   | полковник                             |

### Телесеріали
| Рік  | Назва                                            | Оригінальна назва     | Роль                                    |
| ---- | ------------------------------------------------ | --------------------- | --------------------------------------- |
| 1979 | На західному фронті без змін                     |                       | Детерінг (Звичайний німецький солдат)   |
| 1981 | Професіонали, Епізод «Операція Сьюзі»            |                       | Рудигер Молнер                          |
| 1980 | Бар'єри                                          |                       | Роб                                     |
| 1984 | Вереск на відстані                               |                       |                                         |
| 1986 | Віддалений рай                                   |                       | Гері Кітсон                             |
| 1989 | Дурням щастить, Епізод «У хворобі і в багатстві» | Only Fools and Horses | Лікар Роберт Медоус                     |
| 1989 | Адвокати                                         |                       | Адвокат Грег Макдауелл                  |
| 1999 | Марнотрат Епізод «Багато речей змінилося»        |                       | психічно хворий моніяк, насильник жінок |
| 1998 | Титанік — нова теорія                            |                       | Перший офіцер Вільям МакМастер Мердок   |
| 1999 | Шаблон:Темна справа Шерлока Хомса                |                       | Професор Каннінг                        |
| 2000 | Ребус Епізод «Висячий сад»                       |                       | Джек Мортон                             |
| 2000 | Ребус Епізод «У синцях»                          |                       | Джек Мортон                             |
| 2003 | Ключ                                             |                       | Джо                                     |
| 2004 | Брудна війна                                     |                       | Заступник комісара Джон Івс             |
| 2005 | Заздалегідь обдуманий злий умисел                |                       | Інспектор                               |